# Coccinella
Coccinellaは、Tcl/Tk環境で使用可能なXMPPクライアントである。 に対応する。1999年、Mats BengtssonによってWhiteboardの初期バージョンが公開される。2003年にCoccinellaに改名された。これはイタリア語でテントウムシを意味するCoccinelliadeによる。
CoccinellaはLinux、BSD、Solaris、Windows、Mac OS Xで利用できる。GNU General Public Licenseにおいてリリースされており、自由ソフトウェアである。